# قفص ذهني
قفص ذهني (بالإنجليزية: Mindcage)‏ هو فيلم غموض إثارة أمريكي من إخراج مورو بوريللي وبطولة مارتن لورنس، ميليسا روكسبور، جون مالكوفيتش وروبرت نبر، صدر الفيلم في 16 ديسمبر 2022.

## روابط خارجية
- قفص ذهني على موقع IMDb (الإنجليزية)
- قفص ذهني على موقع ميتاكريتيك (الإنجليزية)
- قفص ذهني على موقع روتن توميتوز (الإنجليزية)
- قفص ذهني على موقع فيلمافينيتي (الإسبانية)
- قفص ذهني على موقع قاعدة بيانات الفيلم (الإنجليزية)
- قفص ذهني على موقع ليتربوكسد (الإنجليزية)
- قفص ذهني على موقع كينوبويسك (الروسية)